# Ayetullah Bey
Ayetullah Bey (né en 1888 à Istanbul et mort en 1919) est le créateur du club turc de Fenerbahçe SK et son second secrétaire général de 1908 à 1909. 

## Référence
1. ↑  (tr) « Başkanlarımız », sur www.fenerbahce.org (consulté le 21 décembre 2017)